# 許玹準
許現準（韩語：허현준，英語：Hur Hyun Jun，曾譯名：許玹準，2000年3月9日—），曾為韓國男子組合THE BOYZ的副領舞、副唱，現時為流行音乐男歌手、演员。

## 簡歷
许玹準於2017年12月6日以THE BOYZ成员之一的身份正式出道，并在2019年10月23日因身体健康出现问题而退出团体。
2020年8月22日正式回归并发布个人单曲《Baragi》，2020年11月7日发布翻唱作品《ERROR》。
2020年12月30日許玹準首次参与演艺事业，与演员洪瑜浚共同合作演出首作BL(Boy's Love)作品《color rush》中飾演高裕韓。
2021年4月16日發布個人單曲《VO!D》
2022年1月3日發布個人單曲《Let Me Drown》
2022年5月28日許玹準首次參與舞台劇《여도》,飾演其中一角「이성」。

## 外部連結
- 許玹準的Instagram帳戶